# George Washington
George Washington (Popes Creek, Westmoreland, Virgínia 22 de febrer, 1732 – Mount Vernon, Virgínia, 14 de desembre, 1799) fou el primer president dels Estats Units d'Amèrica, és considerat un dels Pares Fundadors (Founding Fathers) i sovint és anomenat el «Pare de la pàtria» o «Pare del país» (Father of his nation, Father of his country).
Washington era un ric propietari rural. Dirigí les milícies virginianes en la Guerra Franco-Índia de 1756-1763 contra Pontiac. El nomenaren delegat de Virgínia als congressos de Filadèlfia, i es declarà partidari decidit de la independència de les colònies nord-americanes. Fou el general i comandant en cap de l'exèrcit continental el 1775 durant la Guerra d'Independència dels Estats Units. Hagué d'organitzar, amb grans dificultats, un exèrcit coherent, tot vencent la mentalitat localista dels voluntaris i els recels de les diferents colònies entre elles. Després de sis anys de guerra, amb alternatives variables, aconseguí finalment la capitulació de les tropes britàniques a Yorktown (1781), fet que decidí la independència dels Estats Units d'Amèrica.
Fou nomenat novament delegat de Virgínia a la convenció de Filadèlfia de 1787, hi intervingué decisivament en l'aprovació de la Constitució dels Estats Units i fou elegit primer president de la Unió. De fet, fou l'únic president estatunidenc sense afiliació política. Es dedicà a posar les bases de l'estructura política del nou estat (creà moltes de les tradicions constitucionals) i a assegurar-ne la independència econòmica i financera (tarifes duaneres, banca nacional, emissió de monedes).
Va exercir un paper de moderador entre els federalistes d'Alexander Hamilton i els republicans de Thomas Jefferson. Fou reelegit l'any 1792, però perdé popularitat en acceptar un acord amb la Gran Bretanya el 1795. En acabar el seu segon mandat, decidí no presentar-se a la reelecció i es retirà als seus dominis de Mount Vernon. Fou el creador de la tradició de no presentar-se a més de dos mandats presidencials, duta a terme per tots els seus successors llevat Franklin D. Roosevelt. Un any abans de morir, el 1798, encara fou nomenat general en cap de les tropes nord-americanes davant una possible guerra contra el Directori francès.

## Biografia

### Joventut (1732-1753)
Primer fill d'Augustine Washington (1694-1743) i de la seva segona dona, Mary Ball Washington (1708-1789), George Washington va néixer a Pope's Creek Estate prop del que avui en dia és Colonial Beach al Comtat de Westmoreland (Virgínia). Segons el calendari julià (que era el que es feia servir llavors), Washington va néixer l'11 de febrer de 1731. Implementat el 1752 segons les condicions de l'acte de 1750 del calendari (nou estil), la data era el 22 de febrer de 1732.
Els ascendents de Washington eren de Sulgrave (Anglaterra); el seu besavi, John Washington, havia immigrat a Virgínia el 1657. El pare de George, Augustine, tenia un hort de tabac treballat per esclaus, tot i que després va provar sort en el negoci d'extracció de ferro. Durant la joventut de George, els Washington eren moderadament pròspers de l'aristocràcia de Virgínia de rang mitjà.
Washington era el primer fill des del seu casament amb Mary Ball Washington. Sis dels seus germans i germanes van arribar a la maduresa incloent dos dels seus germanastres, Lawrence Washington i Augustine, aquests dos fills del primer casament del pare amb Jane Butler Washington i quatre germans, Samuel, Elizabeth (Betty), John Augustine i Charles. Tres germans seus van morir abans de ser adults: la seva germana Mildred va morir quan tenia més o menys un any, el seu germanastre Butler va morir quan era un infant. La seva germanastra Jane va morir amb dotze anys quan George en tenia dos. El pare de George va morir quan George tenia onze anys, llavors el seu germanastre Lawrence va esdevenir el seu pare i model a seguir. William Fairfax, sogre de Lawrence i cosí del propietari més gran de terres de Virgínia i Lord Thomas Fairfax, també foren influències formatives. Washington va passar la major part de la seva infantesa a Ferry Farm al Comtat de Stafford prop de Frederichsburg (Virgínia). Lawrence Washington va heretar una altra propietat de la família del seu pare, una plantació al riu Potomac que després va anomenar Mount Vernon. George va heretar la Ferry Farm des de la mort del seu pare, i va adquirir Mount Vernon després de la mort de Lawrence.
La mort del seu pare va fer que Washington no creués l'oceà Atlàntic per rebre la resta de la seva educació a l'escola anglesa Appleby School, com ho havien fet els seus germans grans. Va rebre l'equivalent d'educació d'una escola primària de diferents tutors i també a una altra escola (el propietari era un clergat anglicà dins o prop de Fredericksburg). La seva mare no li va assegurar un suport per apuntar-se a la Royal Navy quan tenia quinze anys, quan es va assabentar que seria molt dur per a ell.
Gràcies a la connexió entre Lawrence i la poderosa família Fairfax, als 17 anys Washington va començar a treballar d'agrimensor oficial pel comtat de Culpeper el 1749, una posició ben pagada que va permetre que pogués comprar-se terres a la Vall de Shenandoah, que seria la seva primera adquisició de terres a Virgínia occidental. A través d'en Lawrence va mantenir interessos a l'Ohio Company, que tenia per objecte explotar les terres occidentals. Washington era molt gran quant a mides: feia 1,8 metres d'alçada.
El 1751, Washington va viatjar cap a Barbados amb Lawrence, qui patia una tuberculosi, amb l'esperança que el clima d'allà fos beneficiós per a la salut de Lawrence. Durant aquest viatge, Washington va agafar verola, que va deixar la cara amb cicatrius, però que el va immunitzar contra aquesta malaltia per al futur. No va millorar la salut de Lawrence: va tornar a Mount Vernon, on va morir el 1752. La posició de Lawrence de general adjutant (líder de la milícia) de Virgínia es va dividir en quatre rangs després de la seva mort. El governador Dinwiddie va nomenar a Washington com un dels quatre adjutants dels districtes el febrer de 1753, amb el rang de major a la milícia de Virgínia. Washington també es va apuntar als francmaçons de Fredericksburg durant aquella època,Plantilla:Randall una organització fraternal que va ser una influència permanent.

### Guerra Franco-Índia (o 'Guerra dels Set Anys', 1754-1758)

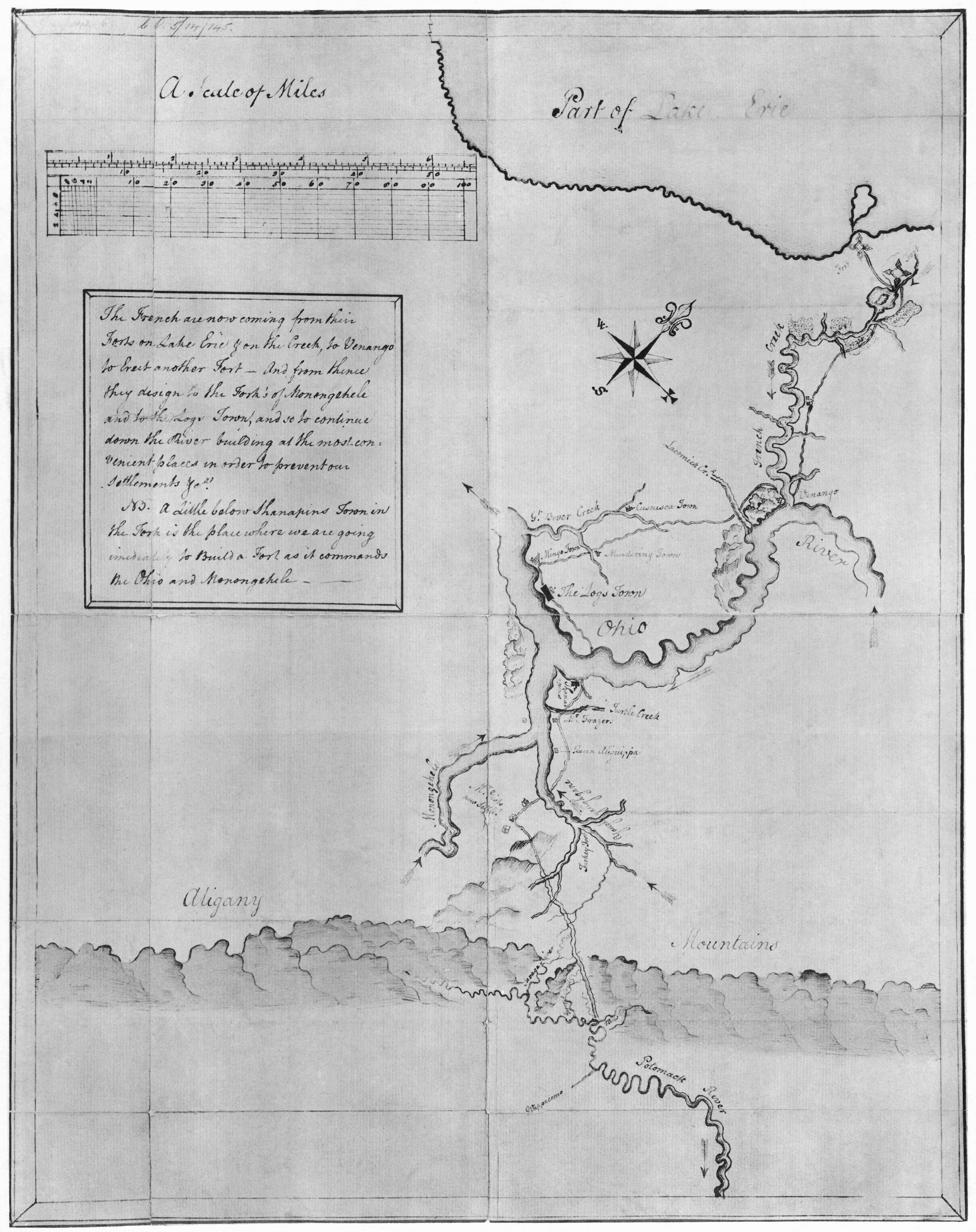
Mapa del Riu Ohio i de la regió al voltant, dibuixat el 1754 a mà per Washington

El 1753, els francesos van començar a expandir el seu control militar dins de l'«Ohio Country», un territori reclamat per les colònies britàniques de Virgínia i Pennsilvània. Aquestes reclamacions van començar una guerra, coneguda entre les colònies com a Guerra Franco-Índia (1754-62), i va contribuir en l'inici de la guerra general anomenada Guerra dels Set Anys (1756-63). Washington va ser al centre del seu començament. La Companyia Ohio era un medi a través del qual els inversors britànics planejaven expandir el seu territori, obrir noves caseries i construir noves parades de comerç pels comerços indis. El governador Dinwiddie va rebre ordres del govern britànic d'avisar els francesos de les reclamacions britàniques, i va enviar al major Washington cap a la darreria de 1753 d'entregar una carta informant els francesos explicant aquestes reclamacions i demanant-los-hi que es retiressin. Washington es va trobar amb Tanacharison (sovint anomenat "Mig-Rei") i altres líders iroquesos aliats amb Virgínia a Logstown per assegurar el seu suport en cas de conflicte amb els francesos; Washington i Tanacharison es van fer amics i aliats. Washington va entregar la carta al comandant local francès, que va rebutjar educadament l'opció de retirar-se.
El governador Dinwiddie va enviar de nou a Washington a l'Ohio Country per protegir un grup de l'Ohio Company per construir una fortalesa al que avui en dia és Pittsburgh, Pennsilvània però abans d'arribar a l'àrea, la tripulació de la companyia va expulsar un grup francès i va començar la construcció de Fort Duquesne. Un petit despreniment de les tropes franceses liderades per Joseph Coulon de Jumonville, va ser descobert per Tanacharison i uns guerrers de l'est del que avui en dia és Uniontown (Pennsilvània). Juntament amb els seus aliats mingos, Washington i algunes persones de la seva unitat de milícia va emboscar els francesos. El que va passar exactament durant i després de la batalla és objecte de controvèrsia, però el resultat immediat va ser que Jumonville va ser ferit durant l'atac inicial i després el van matar -Tanacharison li va llançar un tomahawk o una persona que ho va veure li va llançar alguna altra cosa com un mosquetó, tot i que això no està gaire clar. Els francesos va respondre atacant i capturant a Washington a Fort Necessity el juliol de 1754. Tanmateix, va poder retornar amb les seves tropes a Virgínia. L'historiador Joseph Ellis conclou que l'episodi va demostrar la valentia, la iniciativa, l'experiència i la impetuositat de Washington. Aquests esdeveniments van tenir conseqüències internacionals; els francesos van acusar Washington d'assassinar Jumonville, qui van assegurar que estava en una missió diplomàtica. França i Gran Bretanya estaven preparats per lluitar pel control de la zona i els dos països van enviar tropes a Amèrica del Nord el 1755. La guerra es va declarar formalment el 1756.
Un any després el General britànic Edward Braddock va concentrar les seves forces per recuperar Ohio Country, amb Washington com a ajudant. Aquesta expedició va acabar en el desastre a la batalla de Monongahela. Washington va tenir una actuació excel·lent en aquesta batalla: dos cavalls que va muntar van ser morts i quatre bales li van foradar l'abric, però va sortir il·lès demostrant una gran sang freda sota el foc enemic mentre organitzava la retirada. A Virgínia, Washington va ser aclamat com heroi i posterior a aquesta batalla va comandar el Regiment Virgínia per molts anys, protegint les fronteres de Virgínia contra les incursions dels amerindis, encara que el focus de la guerra havia canviat de lloc. El 1758, participa en l'Expedició Forbes, que va aconseguir allunyar els francesos de Fort Duquesne després de vèncer la batalla homònima.

### Interludi entre guerres
L'èxit de Washington a l'inici de la seva carrera militar li havia assegurat una comissió com a oficial britànic, que tenia més prestigi de servir en una província militar. La promoció mai va arribar i així el 1758 Washington va renunciar a la seva comissió. El 1759 es casà amb Martha Dandridge Custis, una vídua adinerada, tot i que algunes cartes que encara existeixen suggereixen que Washington estava enamorat a la vegada de Sally Fairfax, l'esposa d'un amic. No obstant això, George i Martha van tenir un bon matrimoni, i junts van criar els dos fills d'ella, John Parke Custis i Martha Parke Custis, anomenats afectuosament Jacky i Patsy. Després, els Washington van criar dos dels nets de la senyora Washington, Eleanor Parker Custis i George Washington Parke Custis. George i Martha mai van tenir fills junts, va esdevenir esteril per l'atac de verola de George, seguit probablement per tuberculosi.
Els joves casats es van mudar a Mount Vernon, on George va esdevenir un distingit hisendat i figura política. Va ser elegit per a la legislatura provincial de Virgínia on va ocupar un càrrec local. Washington va conrear aproximadament 2 km². Com molts altres hisendats de l'època, conduïa un estil de vida bastant car, d'aquesta manera sempre comptava amb molt poc efectiu i sempre estava ple de deutes. A causa de la irregularitat del mercat de tabac, el 1760 va canviar la seva collita principal de tabac a blat, que va millorar la seva situació econòmica. D'aquesta manera va comprar tota la terra que va poder, i a més com a pagament pel seu servei a la Guerra Franco-Indígena se li van lliurar terres on ara es troba Virgínia Occidental. A causa d'aquestes adquisicions, per a 1775 la població d'esclaus a Mount Vernon excedia el centenar.

### Revolució Americana

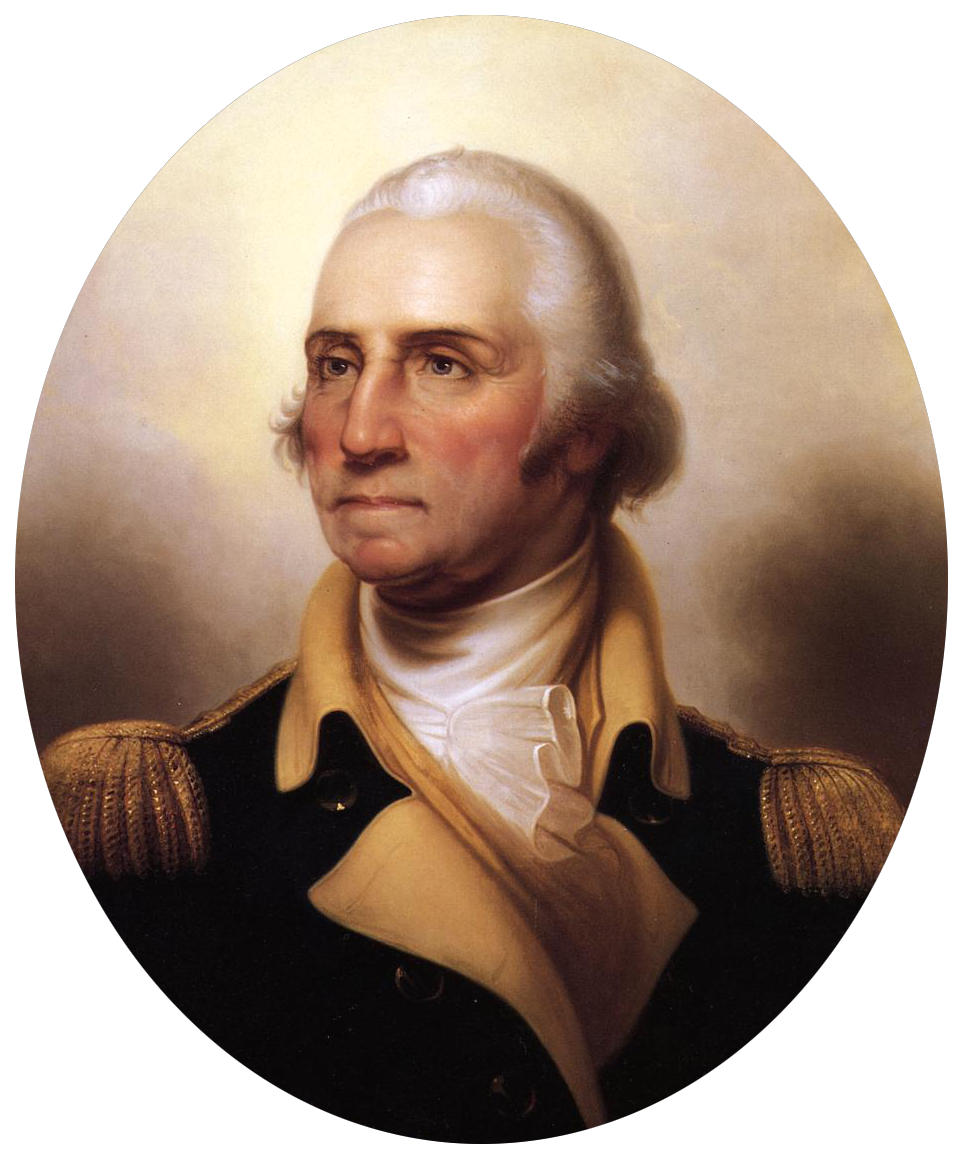
Retrat de George Washington en uniforme militar, pintat per Rembrandt Peale

Després d'esclatar la guerra a l'abril de 1775, Washington va presentar-se al Segon Congrés Continental en uniforme militar, assenyalant que estava preparat per a la guerra. Washington tenia el prestigi, l'experiència militar, el carisma i el perfil militar, la reputació de ser un gran patriota, i va ser recolzat pel sud, especialment per Virgínia. Encara que no buscava explícitament el càrrec de comandant en cap i fins i tot havia afirmat que no n'era digne, no tenia cap concurrència seriosa. El Congrés va crear l'Exèrcit Continental el 14 de juny de 1775. Proposat per John Adams de Massachusetts, Washington va ser nomenat Major General i elegit pel Congrés com comandant en cap.
Washington va assumir el comandament de l'Exèrcit Continental en campanya a Cambridge (Massachusetts) el juliol de 1775, durant el curs del setge de Boston. En adonar-se de l'escassetat de pólvora del seu exèrcit, Washington va demanar-ne noves fonts de subministrament. Tropes americanes van fer incursions contra arsenals anglesos (alguns d'ells al Carib) i es van iniciar processos de fabricació; un subministrament amb prou feines suficient (al voltant de 2,5 milions de lliures) es va poder obtenir a final de 1776, en la seva majoria procedent de França. Washington va reorganitzar l'exèrcit durant el llarg estancament, i va obligar els britànics a retirar-se posant l'artilleria als alts de Dorchester enfocant cap a la ciutat. Els britànics varen evacuar Boston i Washington va traslladar el seu exèrcit a Nova York.
Tot i la negativa cap als patriotes al Congrés Continental, els diaris britànics de forma regular varen elogiar el caràcter personal de Washington i les seves qualitats com a cap militar. Aquests articles van ser audaços sobre un general enemic al comandament d'un exèrcit en una causa que molts britànics pensaven que seria la ruïna de l'imperi. El rebuig de Washington a participar en política va reforçar la seva reputació d'home plenament compromès amb la missió militar i per sobre de la picabaralla entre faccions.
L'agost de 1776, el general britànic William Howe va llançar una durant la campanya massiva de guerra per mar i terra destinada a capturar Nova York i oferir una ocupació negociada. L'Exèrcit Continental liderat per Washington va enfrontar-se a l'enemic, per primera vegada, com un exèrcit dels recentment declarats Estats Units independents a la batalla de Long Island, la batalla més gran de tota la guerra. La retirada del seu exèrcit la nit següent a través de l'East River sense pèrdues humanes ni materials ha estat vist per alguns historiadors com una de les grans gestes militars de Washington. Aquesta i altres victòries britàniques fan que Washington marxi de Nova York a través de Nova Jersey, que va deixar el futur de l'Exèrcit Continental en dubte. La nit del 25 de desembre de 1776, Washington va organitzar un contraatac, amb les forces nord-americanes travessant el riu Delaware per capturar prop de 1.000 mercenaris hessians a Trenton, Nova Jersey. Washington va ampliar la seva victòria a Trenton amb una altra a Princeton a principis de gener. Aquestes victòries per si soles no eren suficients per garantir la victòria final, però evitava reallistaments o desercions durant el cru hivern. Washington va reorganitzar l'exèrcit amb l'augment de premis per quedar-se i càstig per la deserció, el que va elevar el nombre de soldats de manera eficaç per a les batalles posteriors.
Les forces britàniques van derrotar a les tropes de Washington a la batalla de Brandywine l'11 de setembre de 1777. Howe va superar a Washington i va entrar a Filadèlfia sense oposició el 26 de setembre. L'exèrcit de Washington va atacar sense èxit de la guarnició britànica a Germantown a principis d'octubre. Mentrestant, Burgoyne, fora de l'abast de l'ajuda de Howe, va ser atrapat i obligat a lliurar tot el seu exèrcit a Saratoga (Nova York). França va respondre a la derrota de Burgoyne entrant a la guerra, amb aliança oberta amb els Estats Units i convertint una guerra revolucionària en una guerra de caràcter internacional. La pèrdua de Filadèlfia per part de Washington va portar a alguns membres del Congrés a discutir la substitució de Washington del comandament. Aquest intent no va prosperar després que els partidaris de Washington es van reunir per donar-li suport.
L'exèrcit de Washington va acampar a Valley Forge el desembre de 1777, romanent allí durant els següents sis mesos. Durant l'hivern, 2.500 homes de la força de 10.000 van morir a causa de la malaltia i la climatologia. La primavera següent, però, l'exèrcit va sortir de Valley Forge en bon estat, en part gràcies a un complet programa d'entrenament supervisat pel Baró von Steuben, un veterà prussià. Els britànics varen evacuar Filadèlfia cap a Nova York el 1778, però Washington va atacar a Monmouth i els va portar al camp de batalla. Posteriorment, els britànics van continuar en direcció a Nova York. Washington va traslladar el seu exèrcit fora de Nova York.
L'estiu de 1779 sota la direcció de Washington, General John Sullivan va dur a terme una campanya de terra cremada que va destruir almenys quaranta llogarets iroquesos a l'actual centre i nord de Nova York en represàlia pels atacs iroquesos i Tory contra els assentaments americans abans de la guerra. Washington va donar el cop final als anglesos el 1781, després que una victòria naval francesa va permetre a les forces nord-americanes i franceses a atrapar a l'exèrcit britànic a Virgínia. La rendició de Yorktown, el 17 d'octubre de 1781, va marcar el final de la majoria dels combats. Tot i que conegut pels seus èxits a la guerra i de la seva vida, Washington va patir moltes derrotes abans d'aconseguir la victòria.

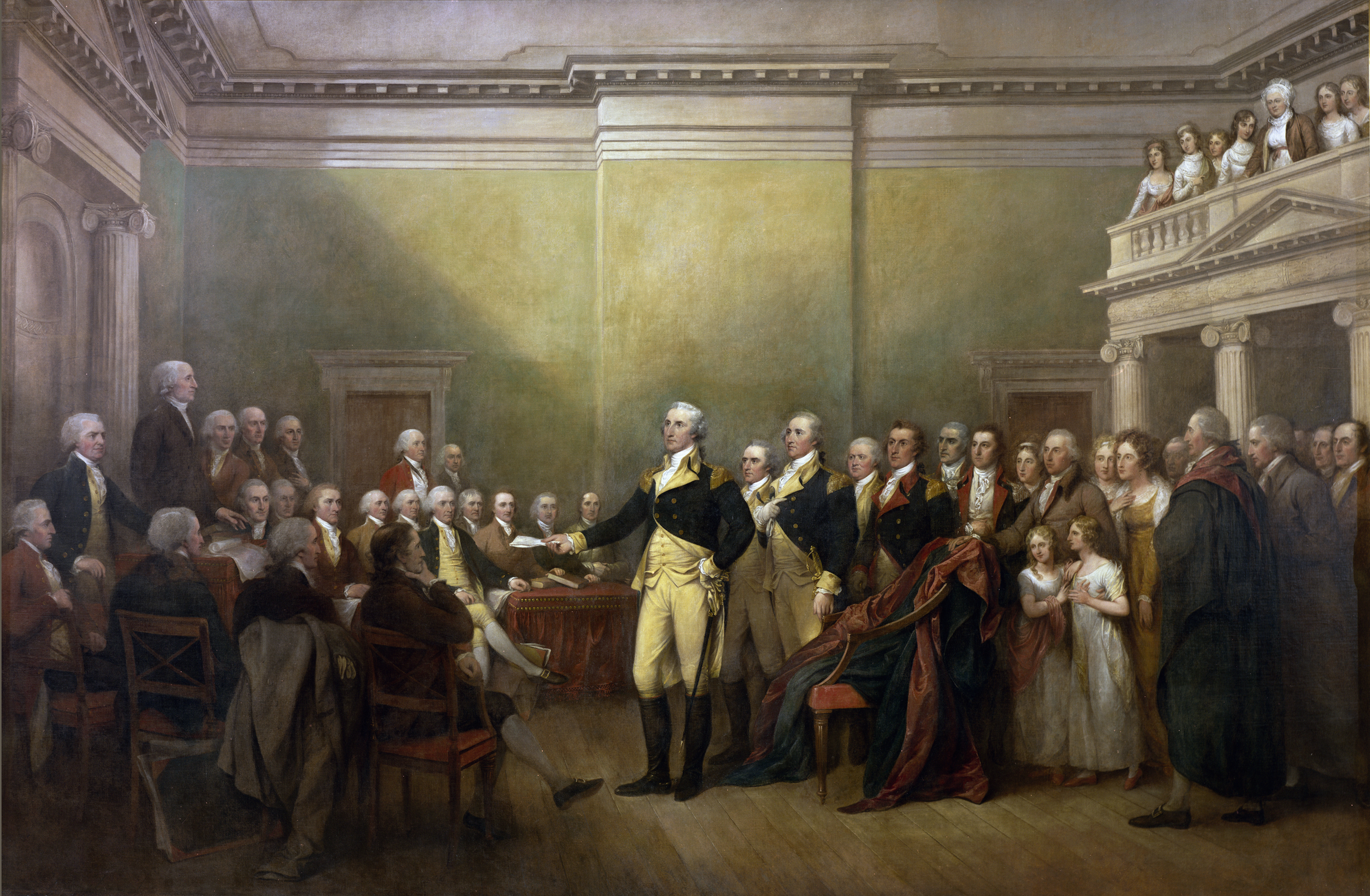
Representació de la renúncia de Washington al nomenament com comandant en cap per John Trumbull

El març de 1783, Washington va utilitzar la seva influència per dispersar a un grup d'oficials de l'Exèrcit, que havia amenaçat de fer front al Congrés pels seus sous endarrerits. Pel Tractat de París (signat el setembre), Gran Bretanya va reconèixer la independència dels Estats Units. Washington va dissoldre el seu exèrcit i, el 2 de novembre, va fer un eloqüent discurs de comiat als seus soldats.
El 25 de novembre, britànics varen evacuar Nova York, i Washington i el governador en van prendre possessió. A Fraunces Tavern el 4 de desembre Washington va ordenar als seus oficials, formalment, el comiat i el 23 de desembre de 1783 va renunciar al seu càrrec com a comandant en cap, emulant al general romà Cincinnat I. Era un exemple de l'ideal republicà de líder ciutadà que rebutja el poder. En aquell moment, no existia el càrrec de President dels Estats Units en virtut dels Articles de la Confederació, precursors de la Constitució.
En 1784 George va demanar ajuda a Louis de Unzaga i Amézaga 'le Conciliateur', el mateix que havia estat ajudant secretament al naixement dels EUA i Independència respecte als britànics des de 1775 i que va continuar durant tota la guerra al coordinar l'ajuda com Capità general, ara serà per a atendre temes financers i comercials del general Walter Stewart. El retir de Washington a Mount Vernon va ser de curta durada. Va fer un viatge exploratori a la frontera occidental el 1784, va ser persuadit a assistir a la Convenció Constitucional a Filadèlfia l'estiu de 1787, i va ser escollit per unanimitat president de la Convenció. Va participar poc als debats (tot i que va votar a favor o en contra de diversos articles), però el seu alt prestigi va mantenir la cooperació i activitat dels delegats. Els delegats van dissenyar la presidència tenint Washington al cap, i li van permetre definir l'oficina un cop elegit. Després de la Convenció, el seu suport va convèncer molts, incloent-hi els delegats de Virgínia, a votar per la ratificació. La nova Constitució va ser ratificada per tots els 13 estats.

### Presidència (1789–1797)

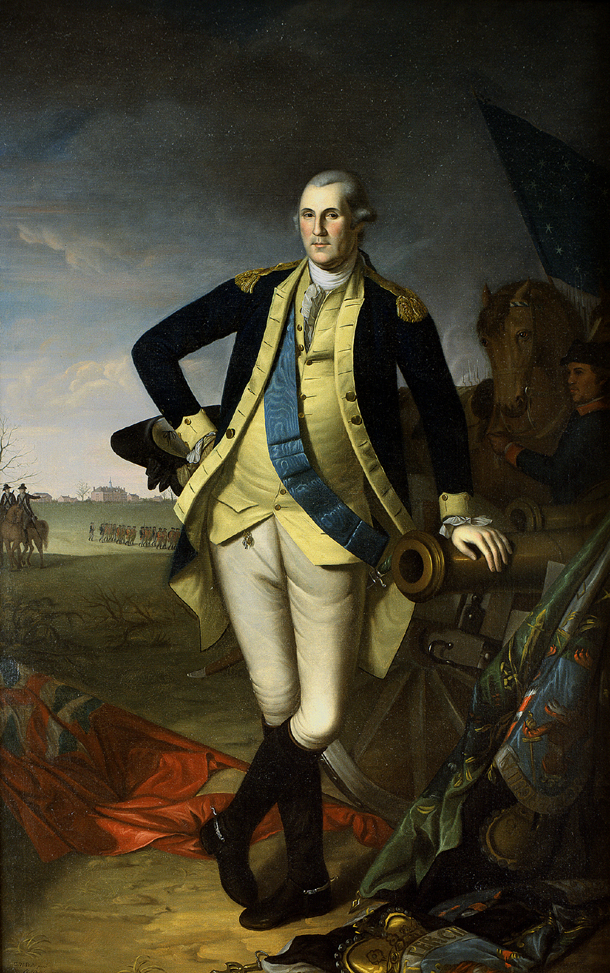
George Washington a Princeton, per Charles Willson Peale, 1779

Washington fou escollit de manera unànime pel col·legi electoral durant les eleccions presidencials del 1789, el que en fa l'única persona escollida president així (fet que es va repetir a les eleccions presidencials del 1792).
En segon lloc, amb 34 vots, John Adams va esdevenir el vicepresident. El primer Congrés dels Estats Units votà per pagar a Washington un sou de 25.000 dòlars a l'any, que era una significativa suma el 1789. Washington, amb una bona posició econòmica, rebutjà aquest, ja que es considerava a si mateix com un servidor públic desinteressat. Posà molta atenció a la cerimònia de presa de possessió del càrrec, tot i que va assegurar-se que no s'assemblés a les de les corts reials europees.
Acceptà el càrrec de president per un segon mandat, però refusà un tercer. Així va establir un precedent d'un màxim de dos mandats per un president dels Estats Units. Després que Franklin D. Roosevelt fos escollit per quatre mandats, fet sense precedents, el límit de dos mandats fou inclòs a la Constitució federal.
Washington no pertanyia a cap partit polític i desitjava que no se'n consolidés cap, ja que temia que la formació de partits suposés forts conflictes polítics, defensant el futur Sistema de Partits. Per una banda, el secretari del tresor, Alexander Hamilton, estava totalment convençut que s'havia d'establir un crèdit nacional i construir a partir d'ell una nació financera forta i estable, formant així les bases del Partit Federalista. Per altra banda, el secretari d'Estat, Thomas Jefferson, un dels fundadors del Partit Republicà-Demòcrata s'oposava obertament a l'agenda de Hamilton, però Washington recolzava les idees de Hamilton.

### Jubilació i defunció
Després de retirar-se de la presidència el març de 1797, Washington va tornar a Mount Vernon amb una profunda sensació d'alleujament. Va dedicar una gran part del seu temps a fer de granger.
El 4 de juliol de 1798, Washington va ser encarregat pel president John Adams com a tinent general i comandant en cap dels exèrcits plantejats davant d'una possible guerra amb França. Va exercir com a oficial d'alt rang de l'Exèrcit dels Estats Units entre el 13 de juliol 1798 i 14 desembre 1799. Va participar en la planificació d'un exèrcit provisional per atendre qualsevol emergència que pogués sorgir, però finalment no va haver d'intervenir.
El 12 de desembre de 1799, Washington va passar diverses hores inspeccionant les seves granges a cavall, amb neu, calamarsa i pluja gelada. Al vespre es va asseure a sopar sense canviar-se la roba mullada. L'endemà, es va despertar amb un fort refredat, febre i amigdalitis que va esdevenir laringitis aguda i pneumònia. Washington va morir la tarda del 14 de desembre de 1799, a casa seva amb 67 anys, assistit pel metge James Craik, un dels seus més propers amics, el Dr. Gustavus Richard Brown, el Dr. Elisha C. Dick, i Tobias Lear V, secretari personal de Washington. Lear va enregistrar al seu diari que les últimes paraules de Washington varen ser: «Està bé.»
Els metges moderns creuen que Washington va morir en gran part a causa del seu tractament, que incloïa calomelans i sagnies, resultant un xoc per la pèrdua de més de dos litres de sang combinat amb asfíxia i deshidratació. Washington va ser enterrat a Mont Vernon en una antiga tomba de la finca. El 1831, pel centenari del seu naixement, les seves restes van ser traslladades a la tomba actual. Per protegir la seva privacitat, Martha Washington va cremar la correspondència amb el seu marit després de la seva mort. Només s'han conservat tres cartes.

## Memòria

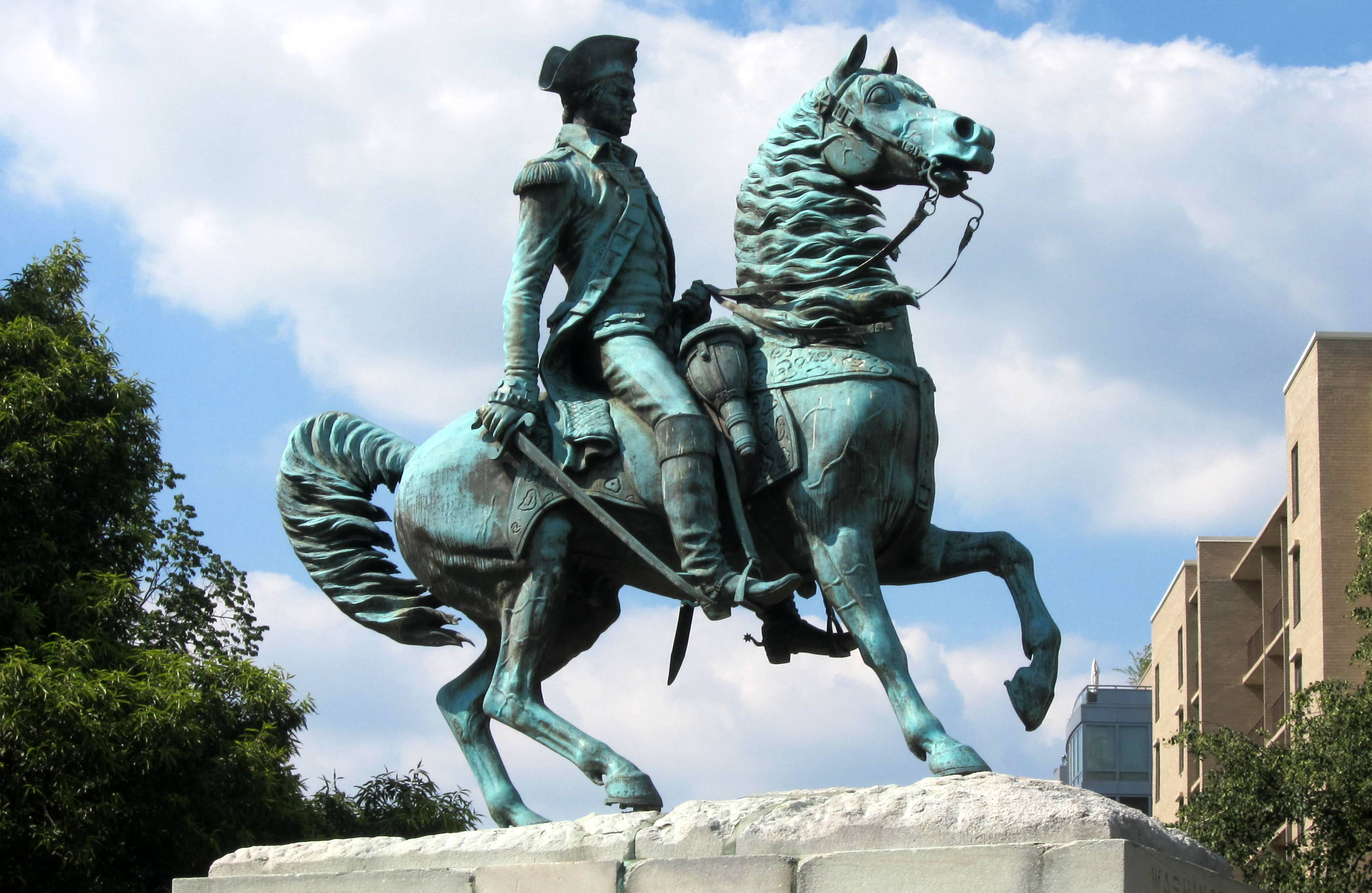
Estàtua eqüestre (1860, Clark Mills) a Washington Circle, Washington, DC.

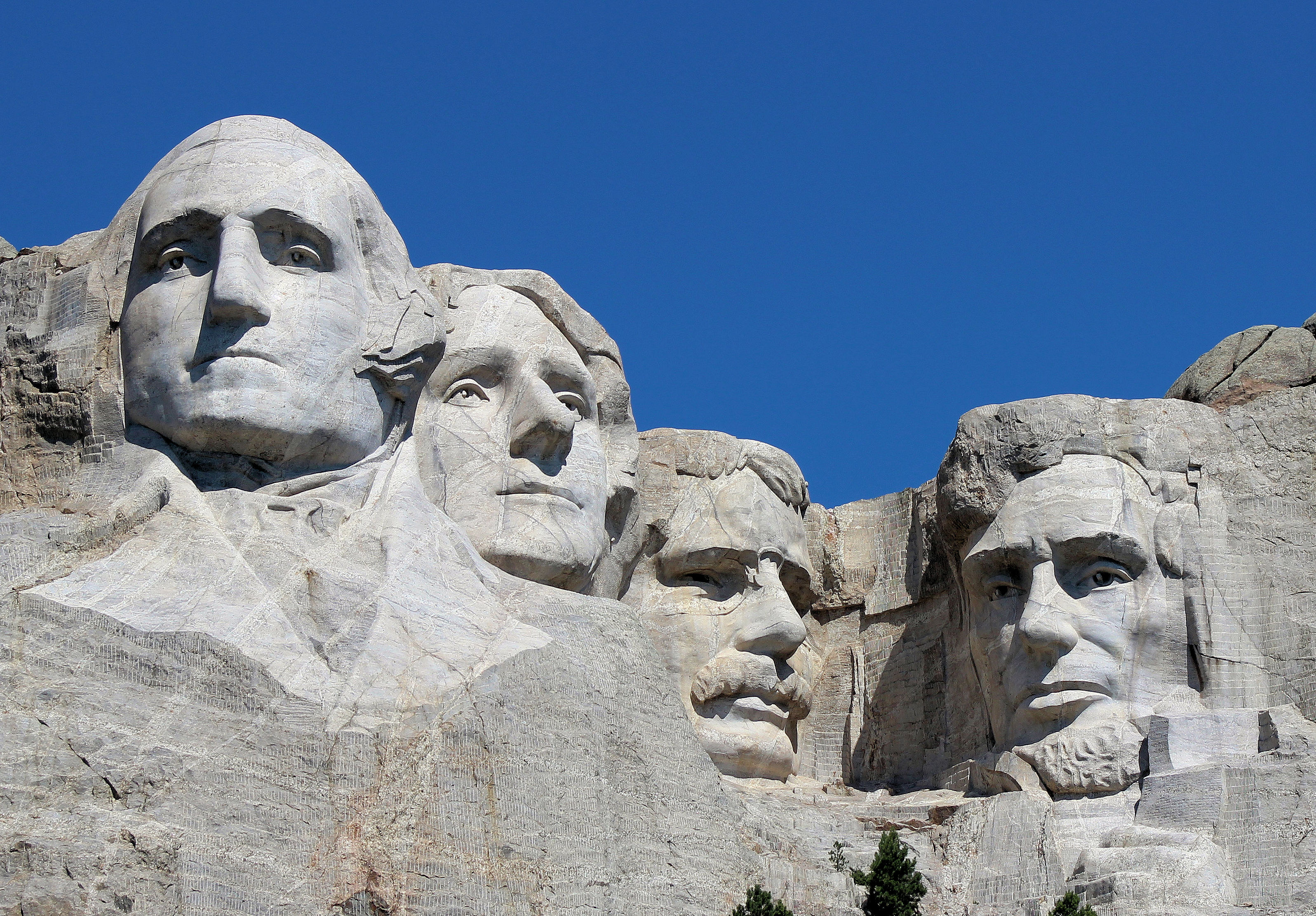
Les cares (d'esquerra a dreta) de George Washington, Thomas Jefferson, Theodore Roosevelt, i Abraham Lincoln al Mont Rushmore, Dakota del Sud

Avui dia, la cara de Washington i la seva imatge s'usen com a símbols nacionals dels Estats Units, juntament amb icones com la bandera i l'escut. La seva cara és la que apareix a la moneda i el bitllet d'un dòlar, així com en la moneda d'un quart de dòlar i en els segells postals. De fet, la seva cara ha estat més utilitzada que la suma de tots els estatunidencs il·lustres junts, incloent-hi Abraham Lincoln i Benjamin Franklin.
La seva cara també és una de les cares representades al monument al Mont Rushmore, un dels llocs més populars dels Estats Units. El Monument a Washington a Alexandría és commemoratiu al seu honor com a primer president dels Estats Units i líder del revolucionari Exèrcit Continental. El 1884, el monument va esdevenir l'estructura més alta del món, fins que es va construir la Torre Eiffel el 1889. El The George Washington Masonic National Memorial fou construït entre 1922 i 1932 per les contribucions voluntàries dels 52 òrgans de govern maçons dels Estats Units.
Moltes coses s'han anomenat en honor de Washington. La capital, Washington districte de Colúmbia, l'estat de Washington, que és l'únic que pren el nom en honor d'un estatunidenc (la resta que porten noms de persones, Maryland, Virgínia, Carolina del Nord, Carolina del Sud i Geòrgia deuen el seu nom a reis britànics i Pennsilvània i Delaware a súbdits britànics). A més a més, hi ha diverses universitats que porten el nom de Washington com la Universitat George Washington, la Universitat de Washington a Seattle o la Universitat Washington a Saint Louis. A més a més, un gran nombre de ciutats tenen algun carrer dedicat a la seva persona.
Al Gran Segell dels Estats Units, George Washington ocupa una posició de gran rellevància, a cavall, en la mateixa posició que una estàtua seva a Richmond a l'estat de Virgínia. En l'actualitat la Marina dels Estats Units d'Amèrica posseeix un portaavions amb capacitat nuclear anomenat USS George Washington.
La seva transcendència va més enllà de les fronteres dels Estats Units, ja que Londres, just davant de la National Gallery a Trafalgar Square, acull una estàtua de peu de Washington, una de les 22 rèpliques de bronze existents que fou regalada a l'imperi britànic.

La simbologia de George Washington als Estats Units
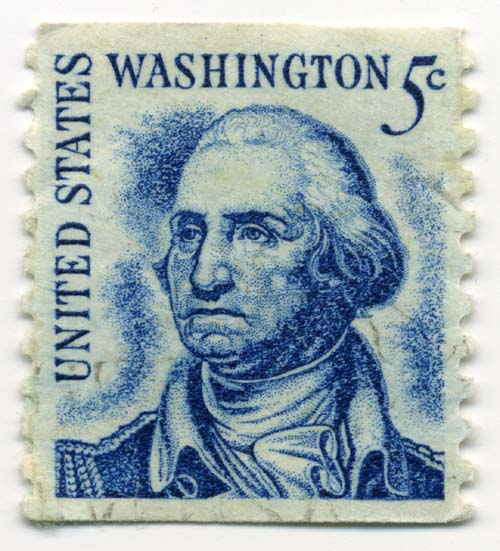
En un segell de 1966.
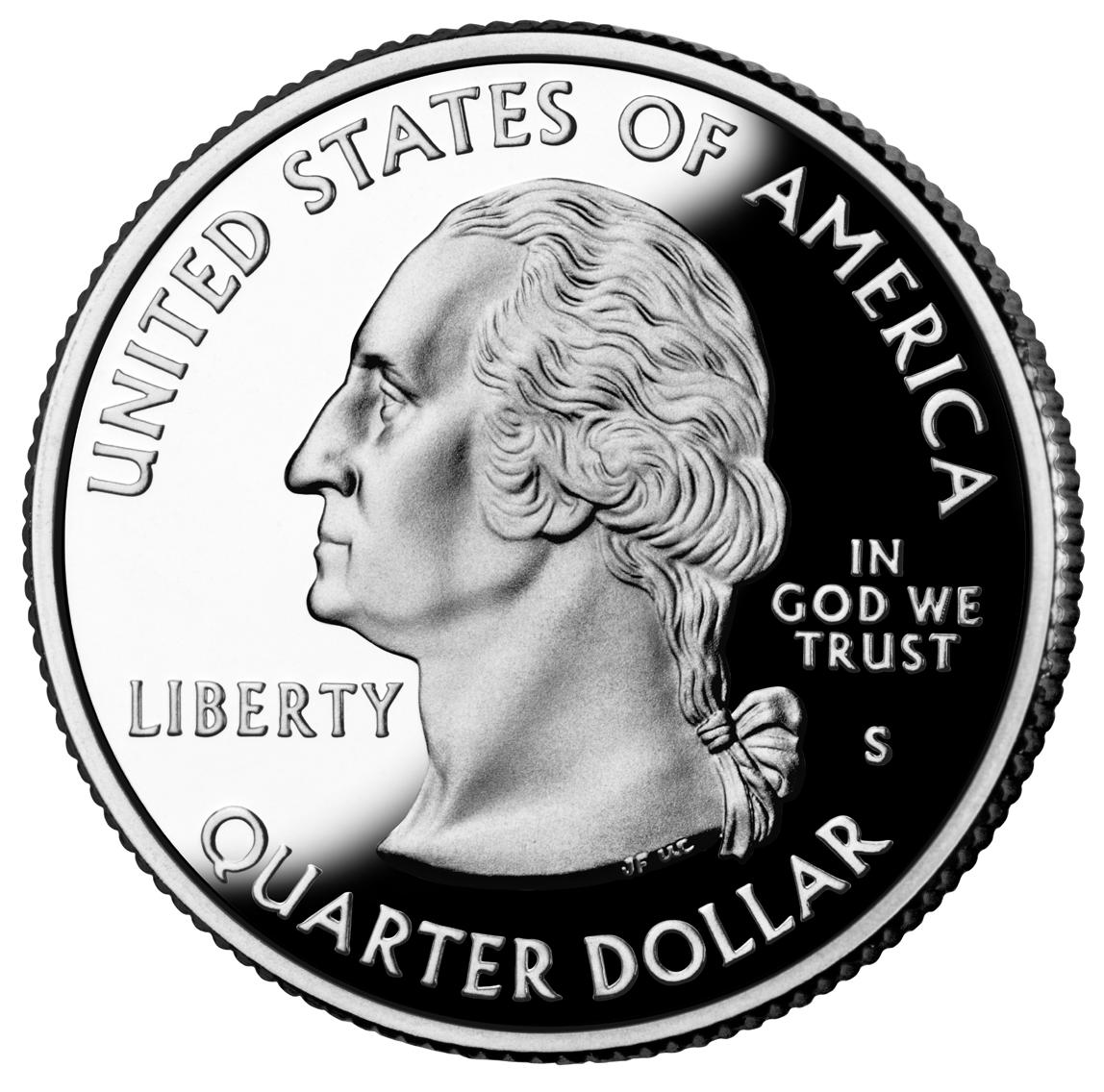
Un quart de dòlar.
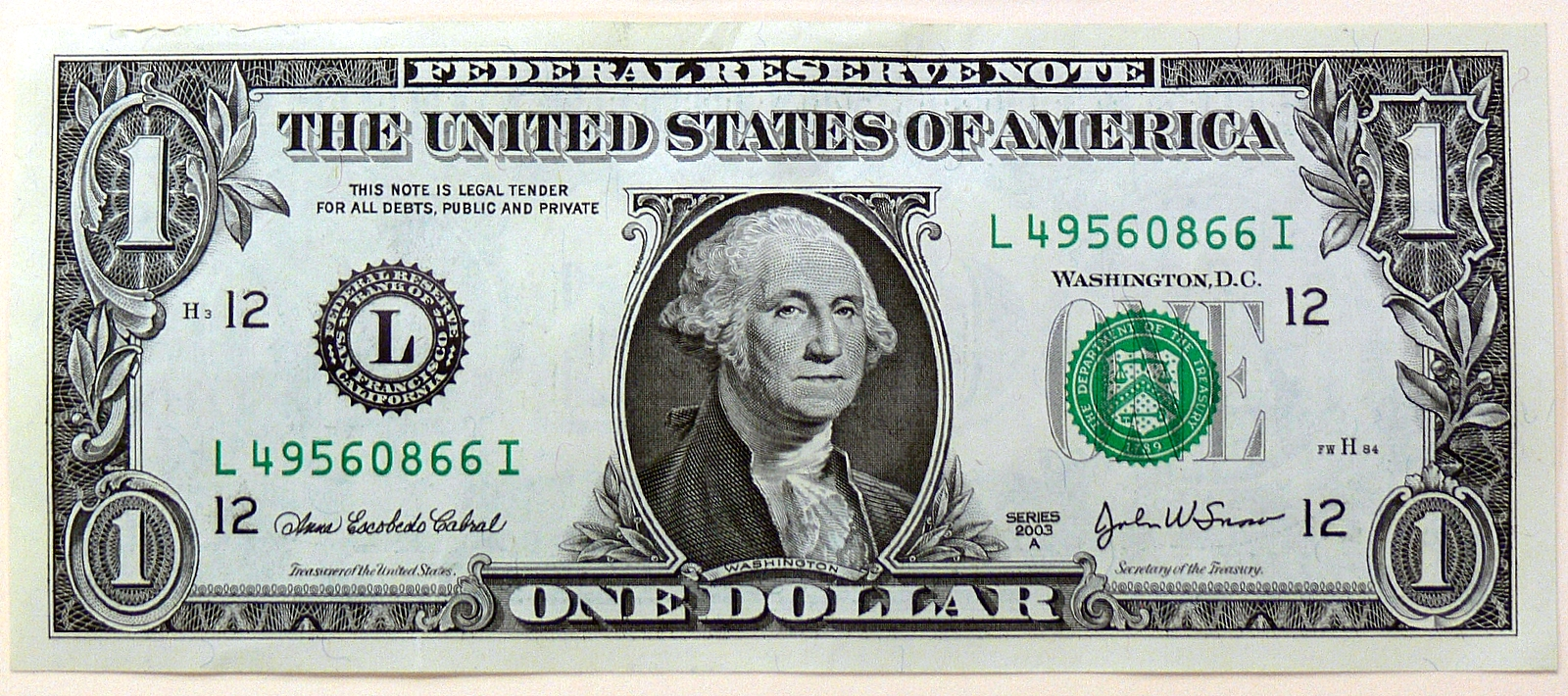
Bitllet d'un dòlar amb la cara de Washington.
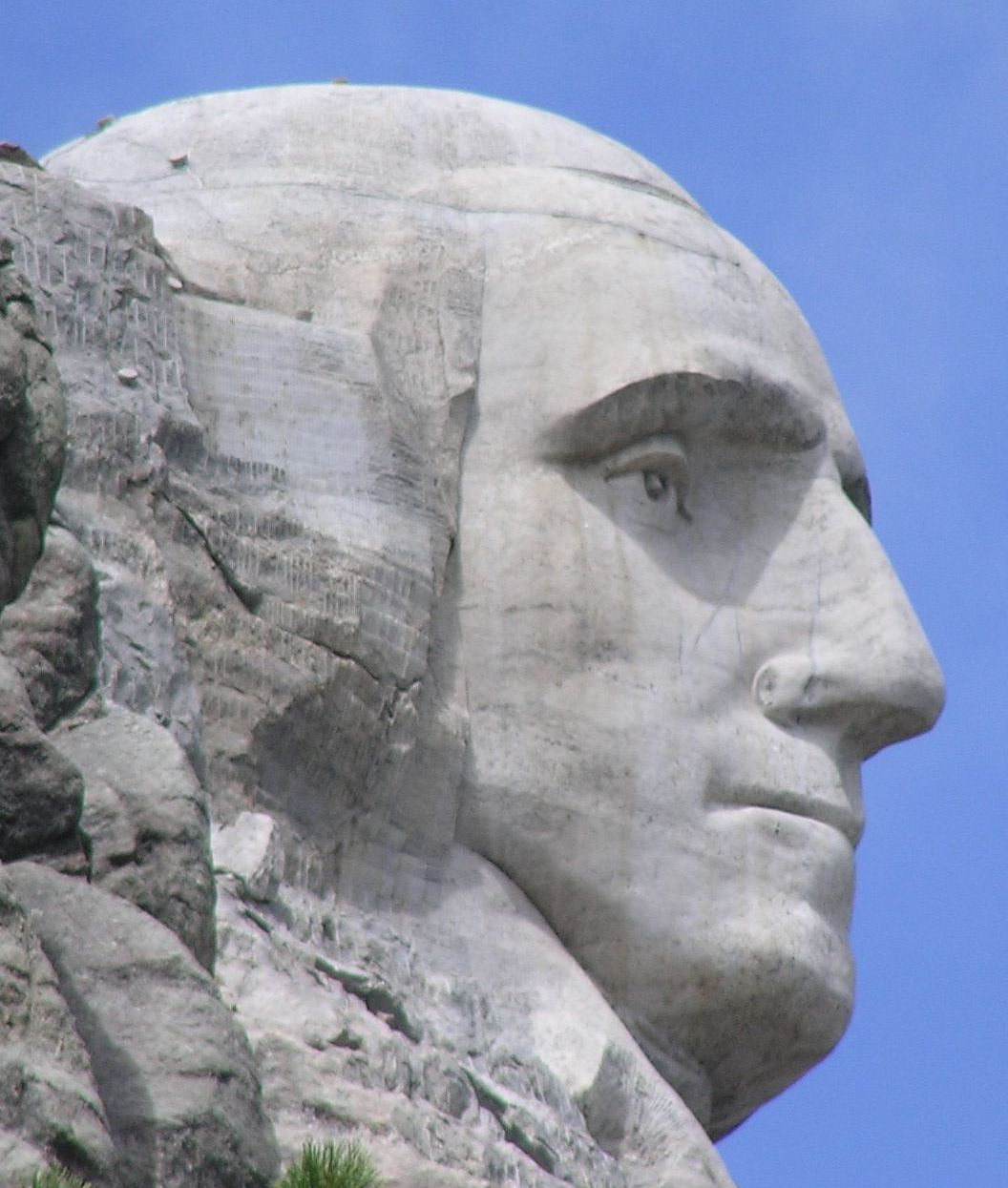
Al Mont Rushmore.